# كوتليكو
كوتليكو (بالإنجليزية: Coatlicue)‏ الربة الأزتيكية للأرض والنار، وأم الأرباب وأيضا أم نجوم السماء الجنوبية. ابنتها هي الربة كويولزوكي Coyolxauhqui. ويتم تلقيحها سحريا بكرة من الريش. ويقطع رأسها أبناؤها الغاضبون، ولكن الرب هوتزيلوبوکتلي Huitzilopochtli يظهر من رحم أمه کاملَ السلاحِ ويذبح الكثير من اخوته وأخواته. وهي تمثل نمطا من الأم الملتهمة، التي تجمع في ذاتها كلا من الرحم والقبر. وكانت ربة أفعی، ترسم مرتدية تنورة من الأفاعي.

## معرض صور

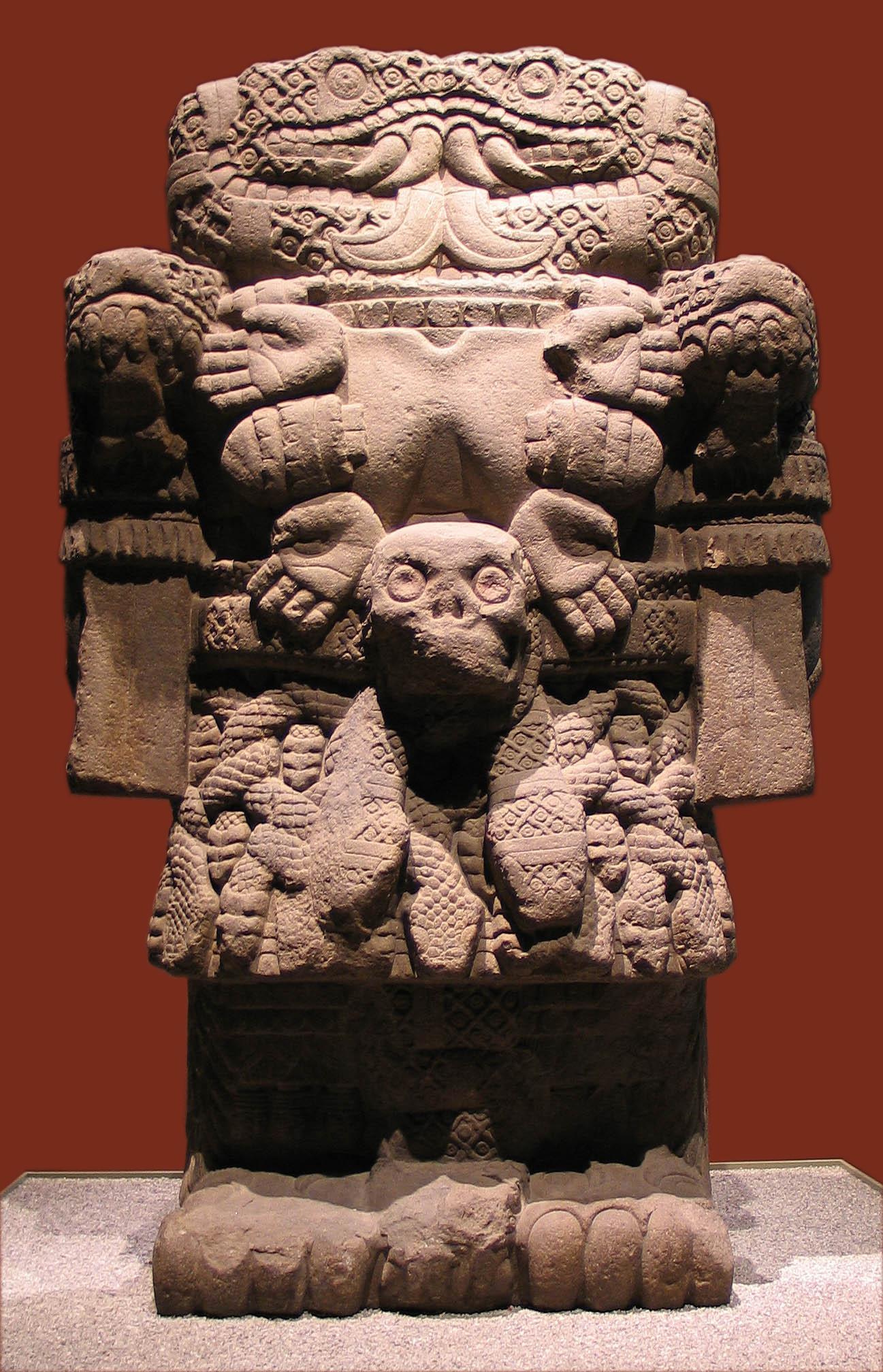
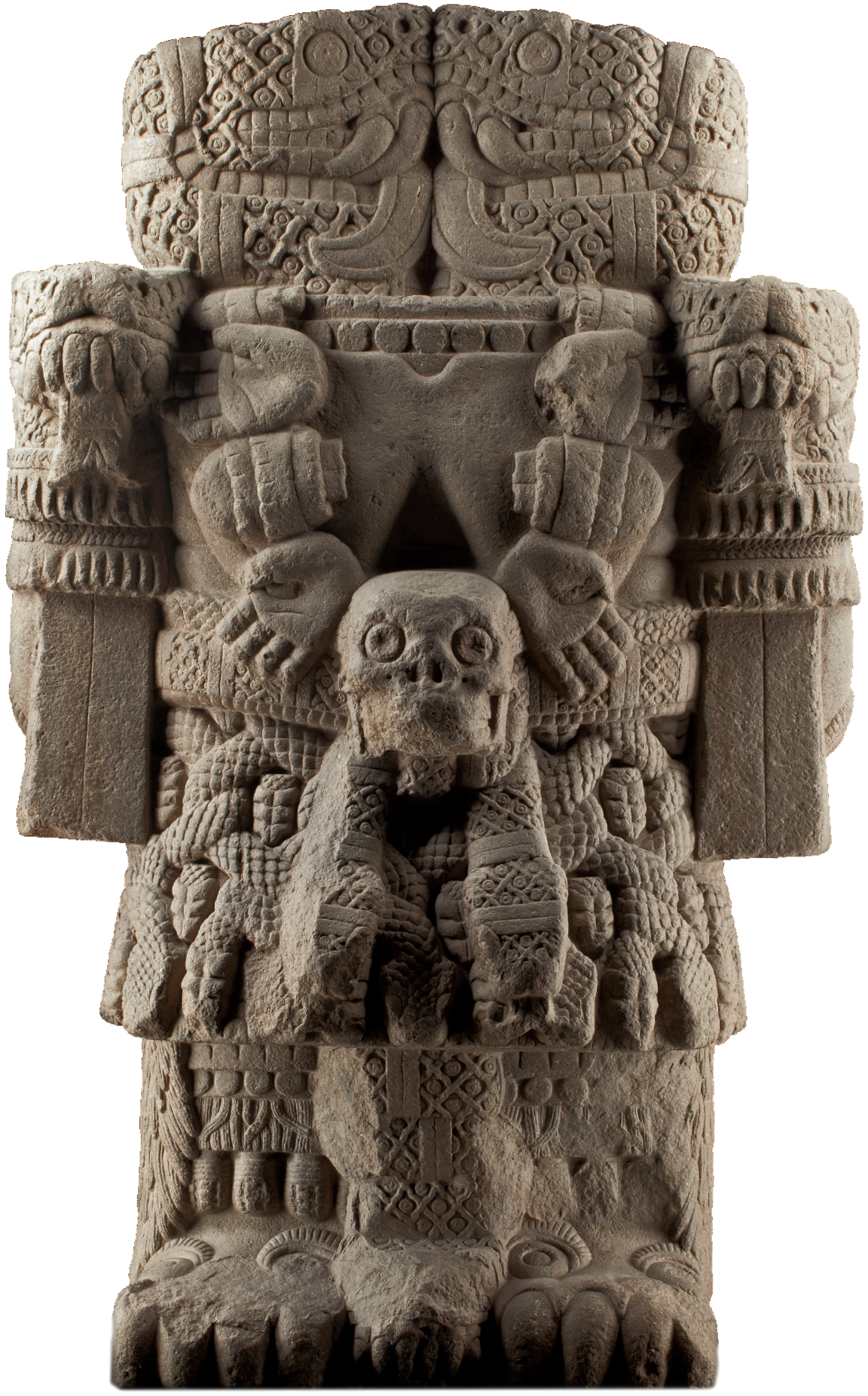
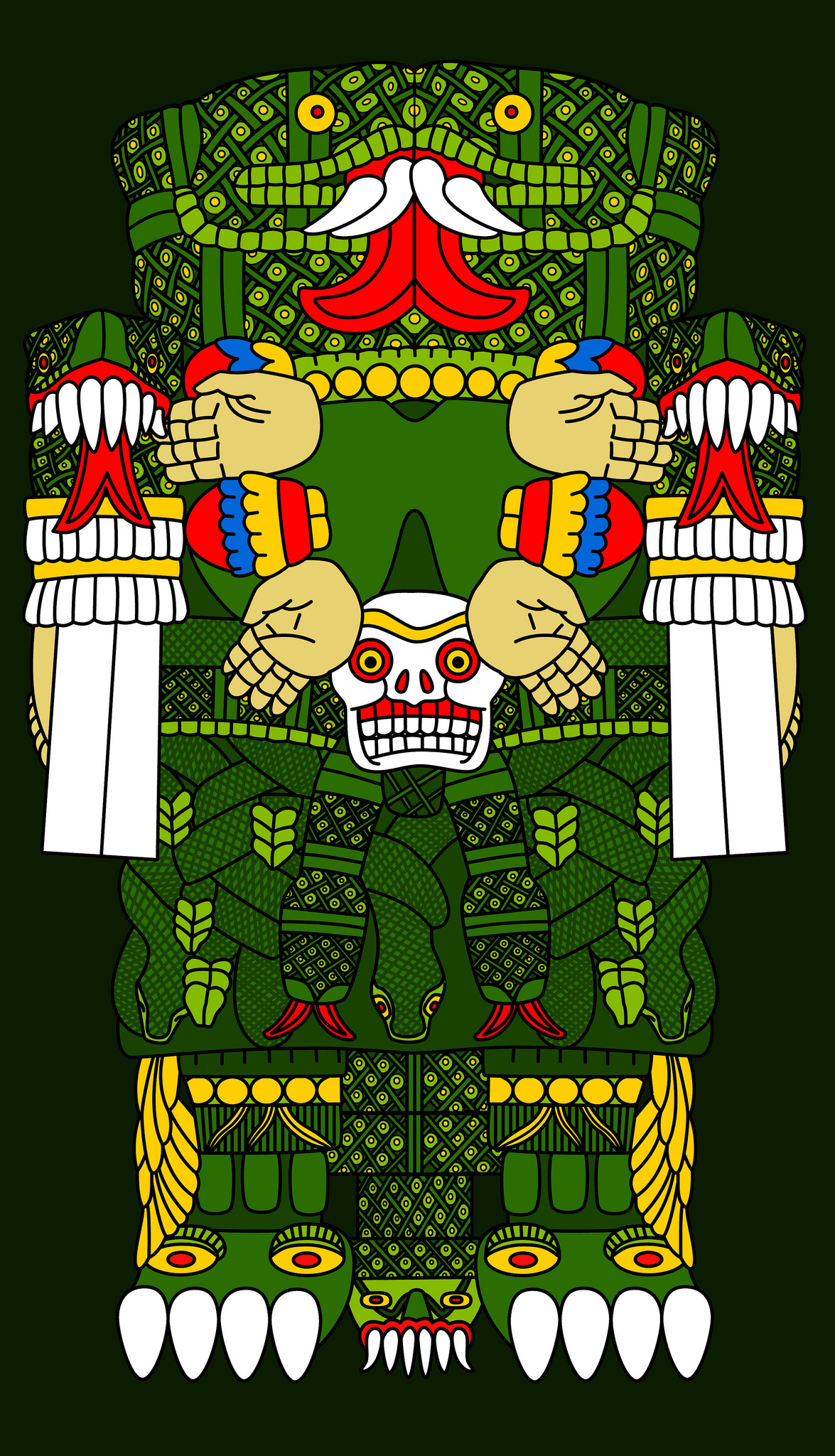
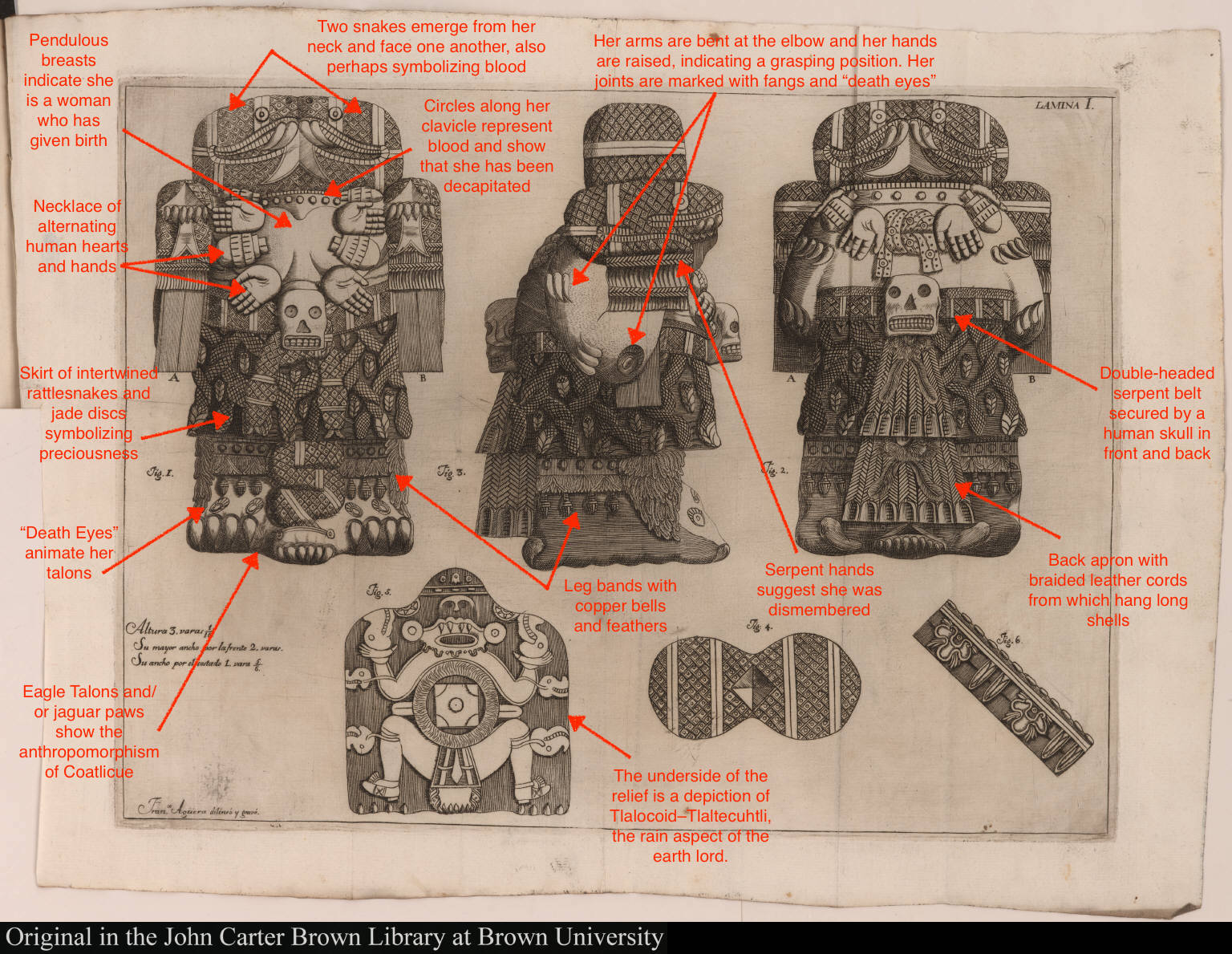
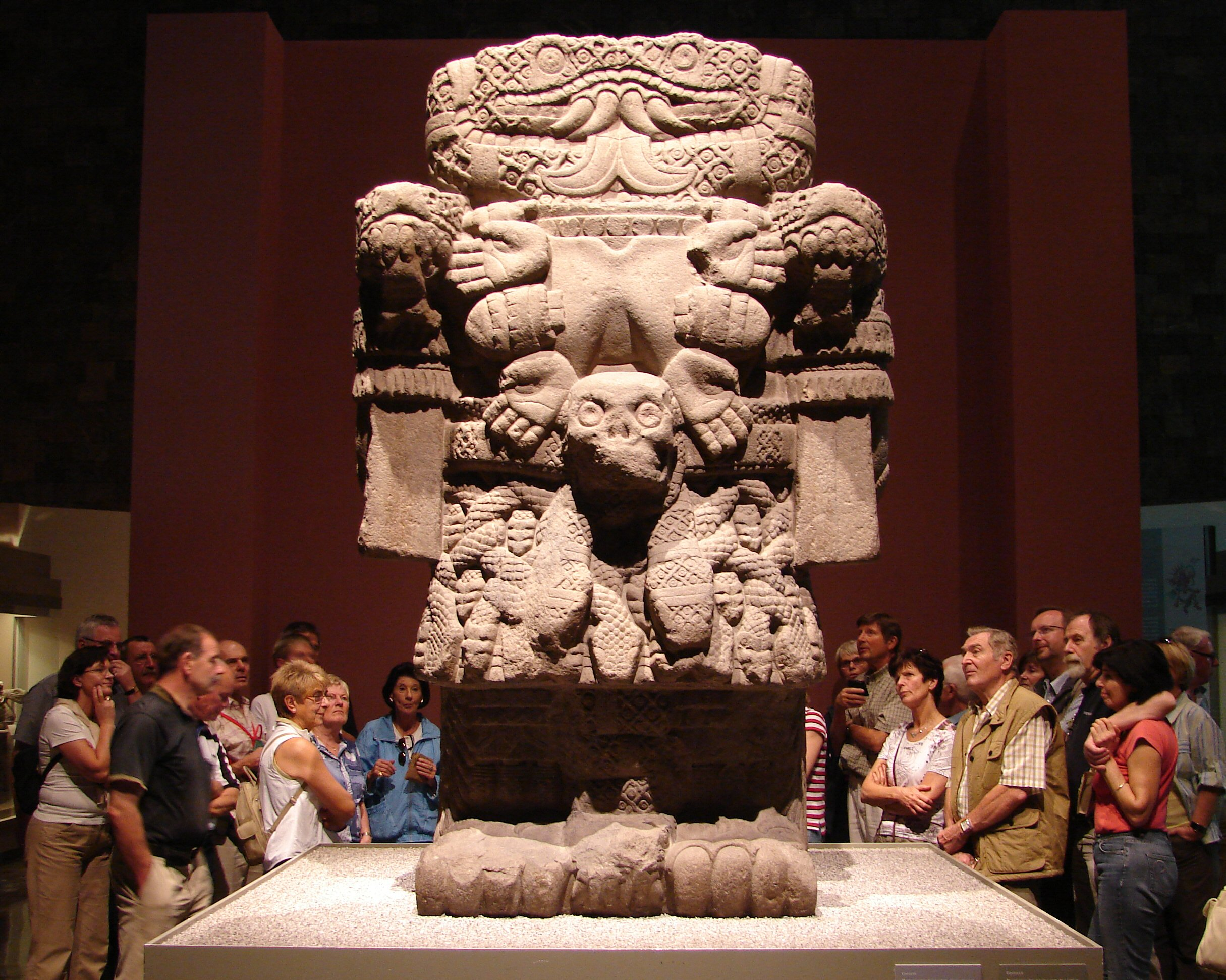
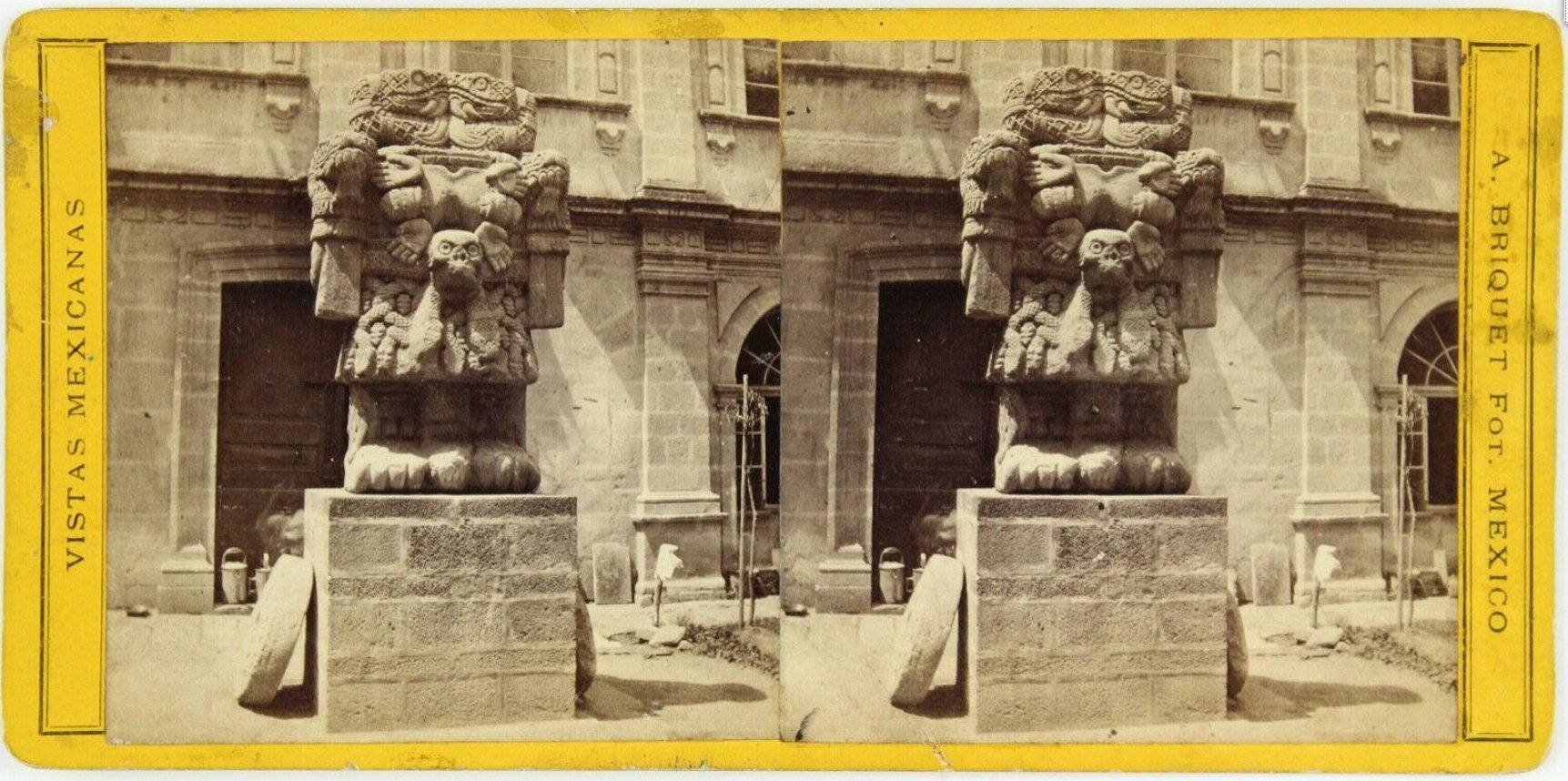
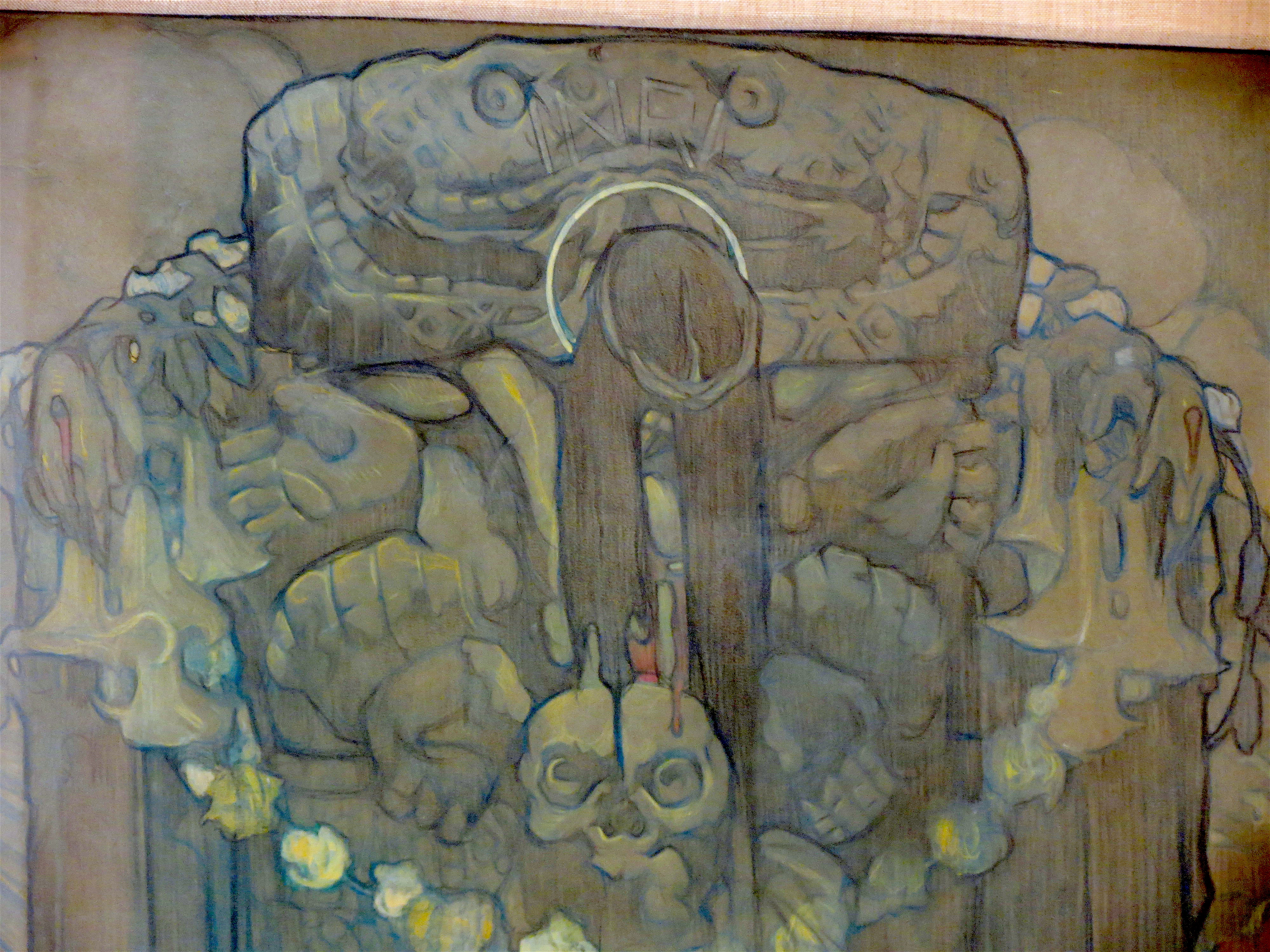
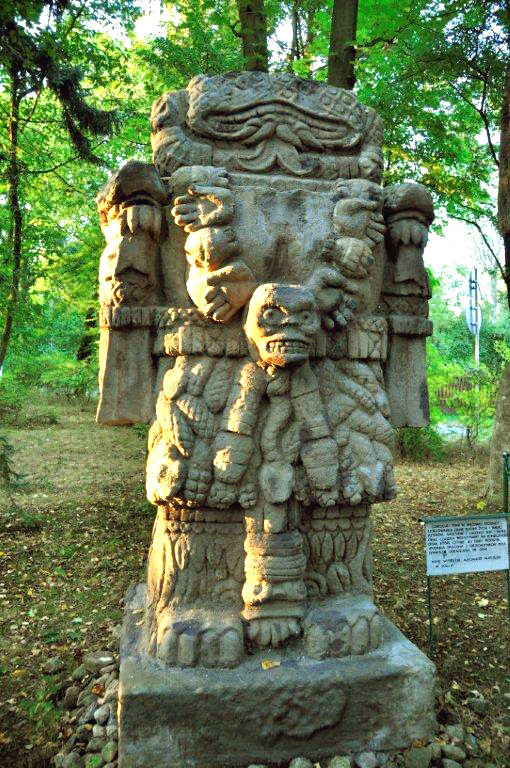